# Georges Faillet
Pour les articles homonymes, voir Fagus (homonymie).
Georges Faillet, né le 22 janvier 1872 à Bruxelles et mort le 8 novembre 1933 à Paris 6e, est un poète symboliste français, connu sous le pseudonyme archaïsant de Fagus (le hêtre commun en latin, comme faille, faye ou fau est le hêtre en ancien français), et parfois de Félicien Fagus.

## Biographie
Fils de communards qui durent s'exiler à Bruxelles, Fagus revint à Belleville à l'âge de huit ans. Après avoir travaillé dans une compagnie d'assurances, Fagus devint fonctionnaire à l’Hôtel-de-ville. Sa vie fut douloureuse, car la maladie, puis la mort, frappèrent souvent son foyer. 
En 1914, il fut mobilisé et parvint, à force de démarches, à demeurer dans les unités actives. 
Georges Faillet fut anarchiste, avant de devenir catholique et monarchiste. Il prit le parti de Dreyfus et Zola en déposant chaque jour, durant le procès de l'auteur de J'accuse !, une lettre versifiée à son domicile. Il fit publier l'ensemble de ces lettres sous le titre Colloque sentimental entre Émile Zola et Fagus (Société libre d’Édition des Gens de Lettres, Paris – 1898).
En poésie, il signa les livres Ixion, La Danse macabre, Frère Tranquille, La Guirlande à l'Épousée, Frère Tranquille à Elseneur … faisant partie d'un grand ensemble intitulé Stat Crux dum volvitur Orbis, qu'il ne put achever. Traducteur de la Chanson de Roland, il se décrivait lui-même comme « homme du Moyen Âge » et sa poésie était en effet dans la continuité de Villon et Rutebeuf, mais également de Baudelaire, Verlaine, Laforgue…
Il se révéla également critique littéraire et critique d'art, notamment dans La Plume et La Revue Blanche où il signa, perspicace, en 1901, le premier article consacré en France à Picasso.
Ses chroniques de « paysages parisiens, » parues dans le Mercure de France et Les Marges, d'une prose aussi originale que sa poésie, furent réunis en volumes : Éphémères et Pas perdus.
Signalons encore qu'il fut un très grand épistolier : les 50 lettres de Fagus parues en 1934 dans la revue Le Divan et les Lettres à Paul Léautaud (La Connaissance, 1928) en font foi.
Anticonformiste et doté d'un humour souvent proche de la pataphysique, il fut ami avec Alfred Jarry, Guillaume Apollinaire, Paul Léautaud, Auguste Rodin…
Le 21 juin 1928, Fagus, alcoolique au dernier degré, a eu une grave crise de delirium tremens qui l'a conduit à l'hôpital de la Charité. Lire, dans le Journal de Paul Léautaud au 25 juin 1928 le témoignage de son épouse.
Retraité depuis quelques mois, Fagus fut renversé par un chauffard à deux pas de son domicile, rue Visconti à Paris, le 9 novembre 1933 et rendit l’âme à l’hôpital de la Charité. Il est inhumé au cimetière de Belleville. Pour les circonstances de la mort de Fagus, voir ici. 

## Œuvres
- Testament de sa vie première, 1898
- Colloque sentimental entre Émile Zola et Fagus, 1898
- Ixion, 1903
- Jeunes Fleurs, 1906
- Aphorismes, 1908
- La Danse macabre, 1920, réédité en 1937 (Éditions Malfère) avec illustrations de Sylvain Vigny
- La Prière de quarante heures, 1920
- La Guirlande à l'Épousée, 1921
- Frère Tranquille, 1922
- Essai sur Shakespeare, 1923
- Les Éphémères, 1925
- Le Clavecin, 1926
- Pas perdus, 1926
- Rythmes, 1926
- Le sacre des Innocents, 1927
- Lettres à Paul Léautaud, 1928
- Le Mystère royal de Philippe-Auguste, 1930
- Frère Tranquille à Elseneur, 1932